# Meleager
Meleager (/ˌmɛliˈeɪɡər/, tiếng Hy Lạp cổ: Μελέαγρος, n.đ. 'Meléagros') là một anh hùng trong thần thoại Hy Lạp. Anh là người lãnh đạo cuộc săn lợn rừng Calydon trong sử thi truyền thống của Homer viết lại. Meleager còn là một thành viên trong nhóm thuỷ thủ Argonaut.

## Phả hệ
Meleager là hoàng tử của thành Calydon, con trai của vua Oeneus và Althaea, hoặc theo những nguồn khác, cha của Meleager là thần Ares. Anh là anh/em trai của Deianeira, Toxeus, Clymenus, Periphas, Agelaus (hoặc Ageleus), Thyreus (hoặc là Phereus hoặc Pheres), Gorge, Eurymede và Melanippe.
Meleager có một người con với Atalanta là Parthenopeus nhưng anh lại kết hôn với Cleopatra, con gái của Idas và Marpessa. Họ có với nhau một người con gái là Polydora.

## Thần thoại

### Cuộc săn lợn rừng Calydon

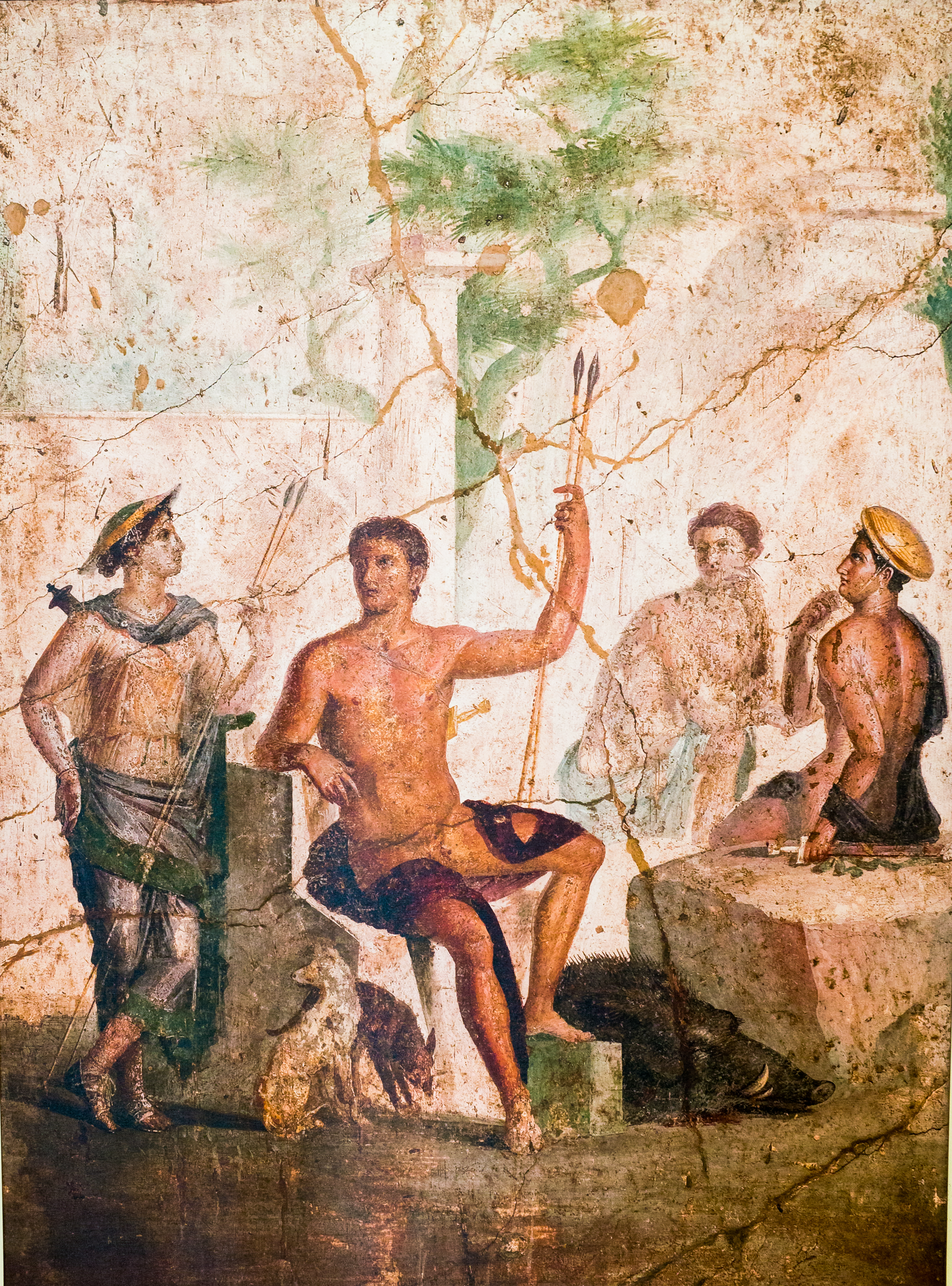
Meleager (ngồi trên một phiến đá, cầm 2 mũi tên) và Atalanta (đứng bên cạnh Meleager) đang nghỉ ngơi sau cuộc săn lợn rừng Calydon. Bức bích hoạ cổ ở Pompeii.

Khi Meleager chào đời, các nữ thần Moirai (các nữ thần số mệnh) nói rằng cậu bé chỉ có thể sống sốt cho đến khi một thanh củi trong lò sưởi của gia đình bị cháy hết, Meleager sẽ chết. Althaea, mẹ cậu bé nghe lỏm được đã lấy nước dập tắt lửa cho thanh củi khỏi cháy rồi giấu nó đi.
Sau này khi Meleager trưởng thành, vua cha Oeneus cử anh tập hợp tất cả các anh hùng từ Hy Lạp để đi săn con lợn rừng Calydon, một con ác thú đã phá hoại thành, dày xéo những rễ cây. Đó là do trong một lễ tế thần, Oeneus đã quên mất nữ thần Artemis khiến nữ thần phẫn nộ, thả con lợn rừng xuống. Ngoài những người anh hùng được yêu cầu, Meleager còn mời cả nữ thợ săn Atalanta, người mà anh đem lòng yêu mến. Theo một lời kể về cuộc đi săn, khi hai nhân mã Hylaeus và Rhaecus cố gắng cưỡng hiếp Atalanta, Meleager đã giết họ. Sau đó, Atalanta đã bắn con lợn làm nó bị thương, cuối cùng Meleager giết nó. Anh quyết định trao thưởng miếng da lợn cho Atalanta vì cô là người đầu tiên khiến con lợn bị thương.
Những người chú của Meleager là Toxeus và Plexippus bất bình vì anh trao thưởng cho một người phụ nữ. Trong lúc tức giận, Meleager đã cãi vã với hai người chú rồi giết chết họ. Anh cũng giết Iphicles và Eurypylus vì đã xúc phạm Atalanta. Khi Althaea biết được chính Meleager đã giết những người em trai của mình, bà vô cùng phẫn nộ, lấy ra thanh củi quyết định số mệnh con trai mình rồi ném vào ngọn lửa. Do đó, lời tiên đoán đã ứng nghiệm, Meleager chết. Những em gái của Meleager khóc thương cho số phận anh, rồi họ bị biến thành những con gà sao (meleagrides).

### Cuộc tấn công của người Curetes
Theo câu chuyện khác, khi cuộc tấn công của người Curetes nhằm vào thành Calydon diễn ra, Cleopatra, vợ của Meleager đã thuyết phục anh bảo vệ thành Calydon khỏi cuộc tấn công. Cuộc tấn công này đã khiến Meleager tử trận, sau đó Cleopatra đau buồn rồi qua đời hoặc treo cổ tự vẫn vì cái chết của chồng.

### Sau cái chết
Khi người anh hùng Heracles xuống âm phủ để bắt chó ngao ba đầu Cerberus, anh đã gặp linh hồn của Meleager (đó là linh hồn duy nhất không trốn chạy khỏi Heracles). Bacchylides miêu tả rằng linh hồn của Meleager vẫn còn mặc binh giáp sáng loáng, ghê gớm đến mức Heracles còn phải lấy cây cung ra để phòng thủ. Nhưng Heracles đã khóc vì xúc động khi nghe lời kể của Meleager đã lỡ bỏ rơi em gái mình là Deianira ở trần thế (Deianira là người em gái còn lại không bị biến thành gà sao). Rồi Meleager cầu xin Heracles lấy Deianira làm vợ và Heracles chấp thuận.